# الاستفتاء الرئاسي للجمهورية العربية المتحدة 1965

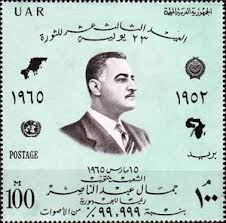
99,999٪ نسبة الموافقة مخلدة على طابع بريد.

الاستفتاء الرئاسي للجمهورية العربية المتحدة 1965 هو الاستفتاء الذي أقيم لتولي جمال عبد الناصر منصب رئيس الجمهورية العربية المتحدة (مصر حاليا) لفترة رئاسية ثانية يوم 15 مارس 1965. جرت الانتخابات على شكل استفتاء على ترشيح جمال عبد الناصر، المرشح بالتزكية. فاز مع ما يقرب من سبعة ملايين من الأصوت، بنسبة 99.9%. وكانت نسبة المشاركة في التصويت 98.5٪.

## الخلفية التاريخية

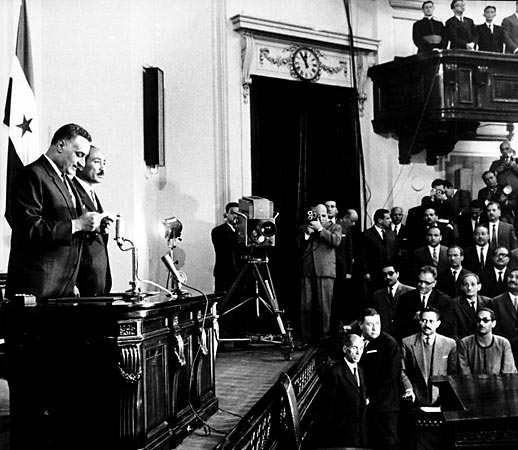
عبد الناصر يحلف اليمين بعد استفتاء مارس 1965

أجري الاستفتاء بعد اتحاد مصر وسوريا عام 1958 لتكوين الجمهورية العربية المتحدة. احتفظت مصر باسم الجمهورية العربية المتحدة بعد انفصال سوريا عن الاتحاد في 28 سبتمبر 1961. في عام 1962 عقد المؤتمر الوطني للقوى الشعبية الذي تمخض عن الميثاق الوطني الذي جعل السلطة في يد تحالف قوى الشعب العامل المنتظم في الاتحاد الاشتراكي العربي. وبعد إجراء انتخابات الاتحاد الاشتراكي تم وضع دستور مؤقت عام 1964 أجريت على أساسه انتخابات لمجلس الأمة. ورغم أن مدة رئيس الجمهورية انتهت في نفس السنة كونه انتخب في فبراير 1958 وكانت المدة ست سنوات، إلا أنه رؤي تأجيل الاستفتاء العام التالي.

## النتائج
النتائج الرسمية المعلنة
| الاختيار                                             | الأصوات   | %     |
| ---------------------------------------------------- | --------- | ----- |
| موافق (نعم)                                          | 6,950,098 | 99.9  |
| معارض (لا)                                           | 65        | 0.1   |
| أصوات باطلة                                          | 489       | –     |
| الإجمالي                                             | 6,950,652 | 100   |
| المسجلون في قاعدة البيانات الانتخابية- نسبة المشاركة | 7,055,564 | 98.51 |